# Jean-Pierre Preuss
Pour les articles homonymes, voir Preuss.
Jean-Pierre Preuss est un coureur cycliste français, né le 17 décembre 1930 à Vieux-Condé et décédé le 13 avril 2002 à Anzin,  professionnel de 1953 à 1956.

## Palmarès
- 1953
  - 2e du Grand Prix d'Orchies (Hauts de France)[1]
- 1955
  - Grand Prix des Flandres françaises
  - 2e à  Roubaix-Cassel-Roubaix (Hauts de France)
  - 3e étape des quatre jours de Dunkerque (Hauts de France)[2]